# Гіброн (Мен)
Гіброн (англ. Hebron) — місто (англ. town) в США, в окрузі Оксфорд штату Мен. Населення — 1223 особи (2020).

## Демографія
Згідно з переписом 2010 року, у місті мешкало 1416 осіб у 449 домогосподарствах у складі 343 родин. Було 483 помешкання
Расовий склад населення:
| - 93,9 % — білих - 3,5 % — азіатів - 1,1 % — чорних або афроамериканців - 0,3 % — корінних американців |

До двох чи більше рас належало 1,3 %. Частка іспаномовних становила 1,6 % від усіх жителів.
За віковим діапазоном населення розподілялося таким чином: 29,8 % — особи молодші 18 років, 63,1 % — особи у віці 18—64 років, 7,1 % — особи у віці 65 років та старші. Медіана віку мешканця становила 33,4 року. На 100 осіб жіночої статі у місті припадало 111,0 чоловіків;  на 100 жінок у віці від 18 років та старших — 108,8 чоловіків також старших 18 років.
Середній дохід на одне домашнє господарство  становив 68 777 доларів США (медіана — 58 250), а середній дохід на одну сім'ю — 75 766 доларів (медіана — 67 188). Медіана доходів становила 43 810 доларів для чоловіків та 36 563 долари для жінок. За межею бідності перебувало 18,7 % осіб, у тому числі 20,1 % дітей у віці до 18 років та 13,6 % осіб у віці 65 років та старших.
Цивільне працевлаштоване населення становило 881 особа. Основні галузі зайнятості: освіта, охорона здоров'я та соціальна допомога — 33,1 %, виробництво — 14,3 %, роздрібна торгівля — 11,9 %, будівництво — 11,4 %.